# Benjaminia fumigator
Benjaminia fumigator là một loài tò vò trong họ Ichneumonidae.